# مهرجان الجزائر الدولي للسينما 2014
مهرجان الجزائر الدولي للسينما 2014 وهي الطبعة الخامسة حيث إستضافة 8 أفلام روائية طويلة و8 أفلام وثائقية وركزت على الأفلام ذات المواضيع الاجتماعية، والذاكرة والتاريخ، مؤكدا حضور السينما الجزائرية باربعة افلام مضيفا ان القضية الفلسطينية والقضايا الأفريقية وامريكا اللاتينية كلها حاضرها بمواضيعها وبمدعيها السنمائيين.

## الأفلام المشاركة

### الروائية
1. لوبية حمراء
2. غابريال
3. عيون حرمية
4. مثل الريح
5. طريق العدو
6. زوجة تاجر الخردة
7. تمبكتو
8. الاخوات كويسبي

### الوثائقي
1. الغاز الصخري
2. بخصوص العنف
3. براودوك أمريكا
4. إختباردولة
5. إحنا برا
6. أنا ونيلسون مانديلا
7. أطفال الغيوم، آخر المستعمرات
8. مرسيدس سوزا، صوت أمريكا الالتينية